# Bandeirantes

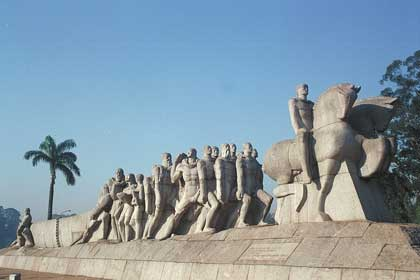
Monumento a las Banderas - pomnik w São Paulo autorstwa Victora Brecheret

Bandeirantes – członkowie wypraw w głąb interioru w okresie portugalskiego podboju Brazylii.
Począwszy od XVI wieku powstawały oddziały awanturników ruszających w głąb kontynentu. Trudnili się handlem indiańskimi niewolnikami, byli także poszukiwaczami złóż mineralnych (złoto, diamenty). Oddziały mogły liczyć po kilkuset ludzi, ich główną bazą wypadową było powstałe w roku 1554 São Paulo, dlatego też zwano ich czasami paulistami. Eksplorowali terytoria dzisiejszych stanów Santa Catarina, Parana, São Paulo, Minas Gerais, Goiás, Tocantins oraz Mato Grosso (obu). Szczyt działalności bandeirantes przypadł na XVII wiek. W skład tych grup wchodziło stosunkowo niewielu Portugalczyków, większość stanowili Metysi, murzyńscy wyzwoleńcy, a także indiańscy niewolnicy. Najsławniejszymi dowódcami band byli Bartolomeu Bueno da Silva, Fernão Dias Pais, Antônio Raposo Tavares czy Domingos Jorge Velho.
Bandeirantes znacząco przyczynili się do eksterminacji Indian, równocześnie zwiększali zasięg panowania portugalskiej korony (kosztem Hiszpanii) i stanowili forpocztę kolonizacji. Dziś w wielu miastach Brazylii znajdują się ich pomniki.